# Niels Emanuel de Thygeson
Niels Emanuel de Thygeson, egl. Nicolai Emanuel de Thygeson (født 19. april 1772 i Danmark død 16. maj 1860 i Zürich) var en dansk godsejer og stiftamtmand.
Han var en søn af justitsråd Thyge Jesper de Thygeson til Stamhuset Mattrup og fødtes 1772. Efter at være blevet student 1792 og have taget juridisk eksamen 1797 blev han 1799 vicelandsdommer på Sjælland og Møn. 1802 udnævntes han til amtmand over Hedemarkens Amt, hvorefter han i en række af år var knyttet til Norge og under vanskelige forhold indlagde sig betydelige fortjenester af dette land. Fra 1804-1809 var han stiftamtmand i Christianssand og fra marts 1813 i Akershus Stift, l alle disse stillinger var han afholdt af befolkningen i vedkommende distrikter. Det var et udtryk for sådanne følelser, der foranledigede, at det selskab, som 1809-1810 opførte den store bro over Otraelven, gav denne navnet "Thygesons Minde".
I Christianssand, hvor stiftamtmanden også var amtmand over Nedenæs Amt, var der efter 1807 vanskelige forhold, som lagde meget beslag på Thygesons dygtighed. Byen var jævnlig truet af britiske krigsskibe, og blokaden udsatte befolkningen i det kornfattige amt for stor nød. Thygeson optog med begejstret offervillighed arbejdet for at lindre denne, og han tilbød den interimistiske regeringskommision for Norge selv at rejse over Skagerrak og i Jylland personlig lede de indkøb og transporter af korn, som ansås nødvendige.
Thygeson spillet en central rolle, da han en dramatisk septemberdag i 1807 besluttet, at engelske krigsskib der ankom Christianssand ville blive beskudt med kanoner fra Christiansholm Fæstning. Kanonaden virkede efter hensigten og skiberne vendte. Dette var den første (og eneste) gang fæstningen har åbnet ild mod en fjende.
Om vinteren 1807-08 var han i travl virksomhed, og han skal have foretaget flere farefulde rejser til og fra Jylland.
Ved sit ægteskab 1805 med Louise Pløen (f. 4. oktober 1785), datter af den rige købmand Jørgen Pløen (1743-1817) og Annichen f. Fnglberg, blev han nærmere lieret med Christianias patriciat. Dette kan have bidraget sit til, at han ønskede at overtage en højere embedstilling i byen. Under meget kritiske forhold kom han i april 1813 til Christiania. Som stiftamtmand udfoldede Thygeson her en betydelig selskabelig repræsentation. Hans middage og andre selskaber rostes for deres munterhed og utvungne tone, og der stod længe senere et stort ry af dem. Efter prins Christian Frederiks overtagelse af statholderskabet stod Thygeson denne nær og var, sammen med Carsten Anker, hans fortrolige rådgiver under de overlægninger angående fremtiden, under hvilke fremtidens begivenheder forberedtes.
Ved det møde, som holdtes i Christiania ved årsskiftet 1813-1814 for at forhandle om oprettelsen af en privat låne- og diskonteringsindretning, skal Thygeson have været meget virksom i prinsens interesse. End mere blev dette tilfældet, da budskabet om Freden i Kiel var kommet til Norge. Det var da Thygeson, som mere end nogen anden arbejdede for at fremkalde en til prinsens planer svarende stemning. Medens denne foretog sin rejse til Trondhjem, var Thygeson på embeds vegne hans første stedfortræder i Christiania. Thygeson mødte prinsen, da han atter kom syd over, på Ejdsvold, men afrejste der fra, forinden notabelmødets afholdelse 16. februar.
Efter at de gennem den norske selvstændighedserklæring fremkaldte nye forhold foreløbig vare ordnede, havde prinsregenten den tanke at sende Thygeson til Danmark som overordentligt sendebud for at give Frederik VI en forklaring af, hvad der var foregået i Norge. Thygeson vovede dog ikke at påtage sig dette hverv, som i stedet blev overdraget til Marcus Gjøe Rosenkrantz, der netop var udnævnt til medlem af regeringsrådet. Thygeson anså det, af hensyn til sin stilling som stor dansk godsejer, lidet rådeligt at blive i Norge og afrejste der fra sammen med Rosenkrantz. De lagde vejen over Sverige og nåede lykkelig København, hvorfra Rosenkrantz senere vendte tilbage til Norge, medens Thygeson forblev i Jylland, hvor han ejede Bygholm og besad Stamhuset Mattrup.
Til trods for sine egne og sin hustrus rigdomme faldt det ham stedse mere vanskeligt at modstå konjunkturernes tryk. Vanskelighederne kunne være forøgede derved, at han efter sin sidste virksomhed i Norge var en politisk mistænkt person, der i 1821 endog stod under politiopsigt, da han angaves for at have forbindelser med norske misfornøjede, deriblandt hans hustrus nære slægtning Marcus Pløen. Heri var dog Thygeson uskyldig.
I 1830 kom Thygeson som en forarmet mand, hvis stamhus var blevet nedlagt (1828) og godser solgte, tilbage til Norge, hvor han bosatte sig på gården Skøjen i Østre Aker, nær Christiania. På denne boede han i adskillige år, men solgte den til sidst. Han bosatte sig da i Paris, flyttede senere til Rom, der fra til Lausanne og døde i Zürich 16. maj 1860. Hans enke overlevede ham i 20 år. Hun boede længe i Paris, hvorfra hun til sidst flyttede til København, og døde her 3. november 1880.
I sine velmagtsdage var Thygeson en stor kunstsamler, der på Bygholm havde bragt sammen betydelige kunstskatte.